# Philodromus femurostriatus
Philodromus femurostriatus là một loài nhện trong họ Philodromidae.
Loài này thuộc chi Philodromus. Philodromus femurostriatus được miêu tả năm 2009 bởi Muster.